# Panamerikanische Spiele 2019/Tennis
Die Tenniswettbewerbe der XVIII. Panamerikanischen Spiele 2019 wurden vom 29. Juli bis 4. August auf den Sandplätzen des Club Lawn Tennis de la Exposición in Lima ausgetragen. Es wurden bei Damen und Herren im Einzel und Doppel sowie im Mixedwettbewerb Medaillen vergeben.

## Herren

### Einzel
| Platz | Land        | Spieler            |
| ----- | ----------- | ------------------ |
| 1     | Brasilien   | João Menezes       |
| 2     | Chile       | Tomás Barrios Vera |
| 3     | Argentinien | Guido Andreozzi    |

### Doppel
| Platz | Land        | Spieler                           |
| ----- | ----------- | --------------------------------- |
| 1     | Ecuador     | Gonzalo Escobar Roberto Quiroz    |
| 2     | Argentinien | Guido Andreozzi Facundo Bagnis    |
| 3     | Peru        | Sergio Galdós Juan Pablo Varillas |

## Damen

### Einzel
| Platz | Land               | Spielerin            |
| ----- | ------------------ | -------------------- |
| 1     | Argentinien        | Nadia Podoroska      |
| 2     | Vereinigte Staaten | Caroline Dolehide    |
| 3     | Paraguay           | Verónica Cepede Royg |

### Doppel
| Platz | Land               | Spielerinnen                             |
| ----- | ------------------ | ---------------------------------------- |
| 1     | Vereinigte Staaten | Usue Maitane Arconada Caroline Dolehide  |
| 2     | Paraguay           | Verónica Cepede Royg Montserrat González |
| 3     | Brasilien          | Carolina Meligeni Alves Luisa Stefani    |

## Mixed
| Platz | Land     | Spieler                            |
| ----- | -------- | ---------------------------------- |
| 1     | Chile    | Alexa Guarachi Nicolás Jarry       |
| 2     | Bolivien | Noelia Zeballos Federico Zeballos  |
| 3     | Peru     | Anastasia Iamachkine Sergio Galdós |

## Medaillenspiegel
| Platz | Land               | Gold | Silber | Bronze | Gesamt |
| ----- | ------------------ | ---- | ------ | ------ | ------ |
| 01    | Argentinien        | 1    | 1      | 1      | 3      |
| 02    | Chile              | 1    | 1      | —      | 2      |
| 02    | Vereinigte Staaten | 1    | 1      | —      | 2      |
| 04    | Brasilien          | 1    | —      | 1      | 2      |
| 05    | Ecuador            | 1    | —      | —      | 1      |
| 06    | Paraguay           | —    | 1      | 1      | 2      |
| 07    | Bolivien           | —    | 1      | —      | 1      |
| 08    | Peru               | —    | —      | 2      | 2      |

## Quelle
- Lima 2019 Juegos Panamericanos Libro de Resultados Tennis (PDF-Datei; 12,1 MB), S. 3.